# Danio (marka)
Danio – marka serków homogenizowanych, które produkowane są przez firmę Danone Sp. z o.o. z siedzibą w Warszawie. Produkty Danio powstają w Polsce, w fabryce w Bieruniu.

## Historia
W 1996 roku firma Danone wprowadziła na rynek serki homogenizowane o nazwie tożsamej z nazwą przedsiębiorstwa. Dwa lata później nazwa produktu została zmieniona na „Danio”, co miało oznaczać małe danie między głównymi posiłkami. Z początku komunikacja marki skupiona była wokół konsumpcji. 6 lat po wejściu na rynek serków homogenizowanych Danone, pojawił się bohater marki pod postacią „Małego Głoda”, który zmienił sposób prowadzenia komunikacji z klientem. Jest to jeden z niewielu elementów reklamowych tego typu, który w całości powstał w Polsce i był adaptowany na rynki zagraniczne. W 2021 postać Małego Głoda zniknęła z produktów Danio. W 2023, postać została przywrócona do kampanii reklamowych marki Danio.
Od 2021 roku skład wszystkich serków Danio uległ zmianie. Produkty marki nie zawierają już żelatyny, a w Danio o smaku waniliowym i truskawkowym w kubku skrobia modyfikowana została wyeliminowana i zastąpiona skrobią kukurydzianą. Docelowo zmiana ta obejmie wszystkie produkty marki.